# Venusia planicaput
Venusia planicaput là một loài bướm đêm trong họ Geometridae.